# Tiny Dancer
«Tiny Dancer» es una canción de 1971 compuesta por Elton John con letra de Bernie Taupin. Fue incluida en el álbum Madman Across the Water, y lanzada como sencillo en 1972. En Estados Unidos fue certificado como disco de oro en mayo de 2005 y platino en agosto de 2011 por la Recording Industry Association of America. En el Reino Unido, "Tiny Dancer" fue certificado disco de plata por la British Phonographic Industry (BPI) por ventas superiores a 200 000 copias.

## Composición
La canción fue escrita por Bernie Taupin y trata de capturar el espíritu de la California de 1970 y las mujeres que conoció allí. Está dedicada a Maxine Feibelman, la primera esposa de Taupin.

## Historia
La canción cuenta con una melodía basada en el piano durante los primeros versos junto con una suave percusión y el apoyo de una pedal steel guitar, en la transición aparece el coro y al final una sección de cuerda, dirigida por Paul Buckmaster.
Tiny Dancer no arrancó inicialmente en las listas americanas, alcanzando un discreto puesto 41 en el Billboard Hot 100, y ni siquiera fue lanzada como sencillo en el Reino Unido. La canción tuvo mejor acogida en Canadá, donde alcanzó el puesto 19, y todavía fue mejor en Australia donde llegó al número 13. Finalmente, con el paso del tiempo, se fue convirtiendo en una de las canciones más populares de Elton John.
En 2010 fue incluida en el puesto 397 de la lista de las mejores canciones de todos los tiempos según la revista Rolling Stone.

## Vídeo musical
El vídeo musical fue rodado décadas después en Los Ángeles, y en él aparece el músico Marilyn Manson con una serpiente.

## Posicionamiento en listas
| Lista (1972)                | Posición |
| --------------------------- | -------- |
| Australia                   | 13       |
| Canadian RPM                | 19       |
| Canadian Adult Contemporary | 20       |
| U.S. Billboard Hot 100      | 41       |
| U.S. Cash Box Top 100       | 29       |

## Otras versiones
Tiny Dancer ha sido versionada por Lani Hall en los 70 y por Red Hot Chili Peppers durante la etapa de John Frusciante como vocalista, a comienzos de los 90 y por Dave Grohl en el programa The Late Late Show with Craig Kilborn.
En 2002, Ben Folds realizó una versión de Tiny Dancer para su álbum en directo, Ben Folds Live. La canción fue lanzada como sencillo promocional del mismo.
El artista country Tim McGraw versioneó la canción en su álbum de 2002 Tim McGraw and the Dancehall Doctors. McGraw interpretó el tema, junto a Elton John, en la ceremonia de los Premios American Music.
En 2008, fue publicada una versión del disc-jockey italiano DJ Marco DeMark y el cantante Casey Barnes. Fue posteriormente remezclada por Deadmau5 & Moto Blanco.
En 2009, DJ Ironik y Chipmunk crearon una remezcla de la canción, con Elton John cantando los coros, que alcanzó el número 3 del UK Singles Chart.
El coro de Tiny Dancer fue sampleado por Girl Talk para el tema "Smash Your Head", del álbum Night Ripper.
Una versión del tema fue grabada por Mary Black, Paddy Casey y Declan O'Rourke en Galway, Irlanda en como sencillo benéfico.
Elton John interpretó la balada a dúo junto a la cantante Miley Cyrus en 2018 durante la 60ª Gala de los Premios Grammy celebrados el 28 de enero de 2018 en el Madison Square Garden de Nueva York, ofreciendo uno de los momentos más comentados y alabados de la noche.
En 2018, la canción fue versionada por Florence + the Machine para el álbum Revamp & Restoration: Reimagining the Songs of Elton John & Bernie Taupin, lanzado el 6 de abril de 2018.

## En la cultura popular
En 1971, John interpretó la canción en una de las primeras entregas del programa de la BBC, The Old Grey Whistle Test. La actuación se incluyó posteriormente como parte del The Old Grey Whistle Test - Volumes 1-3 Box Set.
El sencillo de Rihanna de 2006, "SOS", hace referencia a la canción al incluir la frase "Just hold me close boy 'cause I'm your tiny dancer."
También se hace referencia a la canción en dos momentos de las sitcoms Friends y Will & Grace. En ambas series se utiliza la misma broma, cuando los personajes de Phoebe Buffay y Grace Adler confunden la letra, cantando "Hold me close, young Tony Danza" y "Hold me closer, Tony Danza", respectivamente. El mismo "error" fue cometido en Drop Dead Diva.
El reparto de la película de 2000, Casi famosos, canta la canción, en una de las escenas, mientras viajan en el autobús de la gira de la banda protagonista.
La primera frase de la letra de la canción de 2000, Prove, del grupo Fuel, hace mención a la letra de Tiny Dancer: "Lay me down in sheets of linen".
La canción aparece en el anuncio de televisión de la marca de cerveza Budweiser interpretado por Peter Stormare y Andrew Sensenig, estrenado en la Fox Broadcasting durante la retrasmisión de la Super Bowl XLV en febrero de 2011.
Joseph Gordon-Levitt interpretó la canción durante una competición de sincronización de labios entre Jimmy Fallon y Stephen Merchant en el programa de televisión Late Night with Jimmy Falon.
Una breve versión en clave de humor, fue interpretada en el programa Saturday Night Live, el 5 de abril de 2014, por Kate McKinnon parodiando a Angela Merkel.

Donald Trump usó la canción durante su campaña presidencial en 2016, como tema de entrada y salida.
El cantante Ed Sheeran hace referencia en su canción Castle on the hill en la frase del estribillo "singing to Tiny dancer"